# 比克羅馬神廟

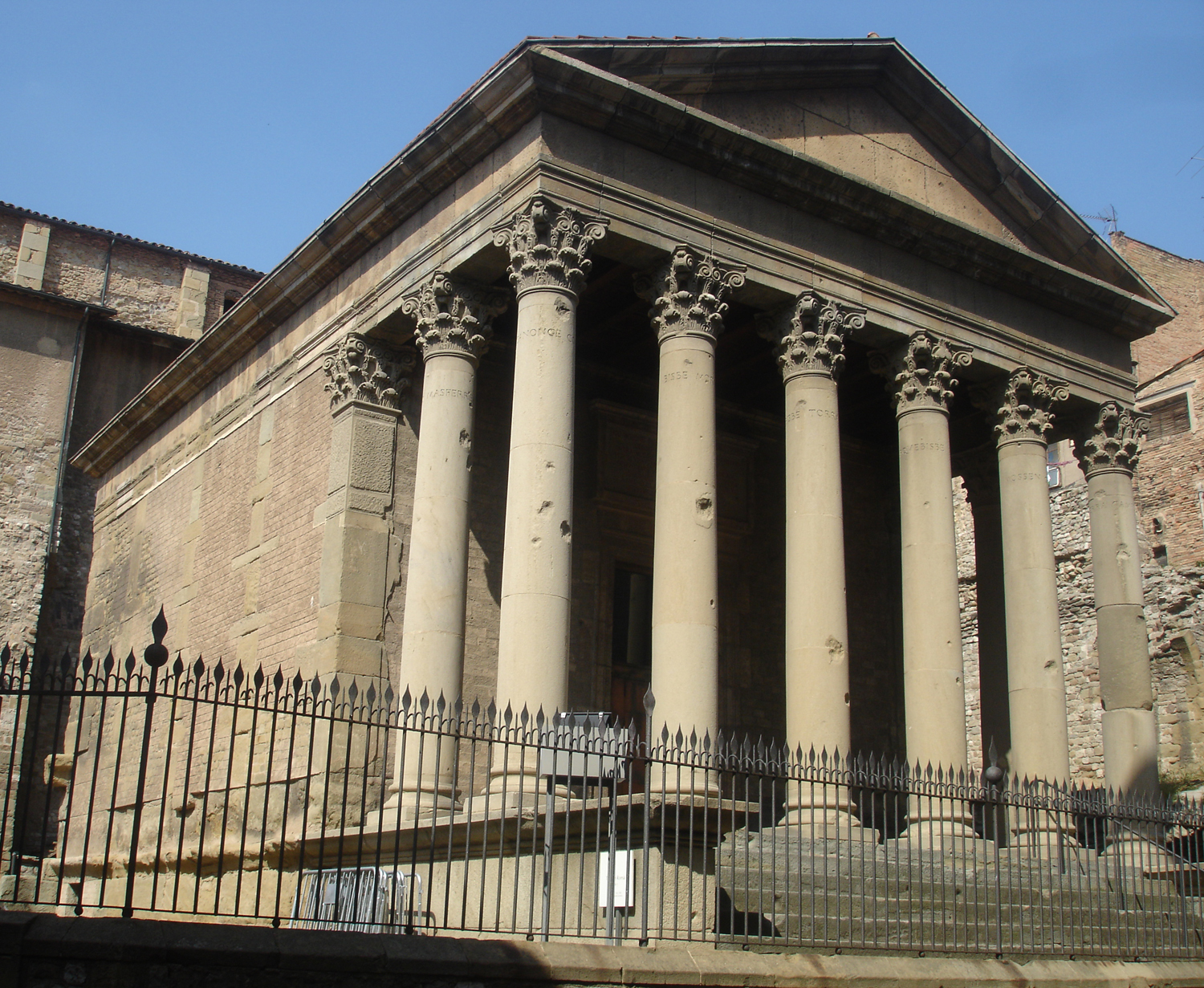
比克羅馬神廟

比克羅馬神廟（Roman temple of Vic）是位於西班牙巴塞羅那省城市比克的一座古羅馬神廟。這座神廟的歷史可以追溯至2世紀初期。但直到1882年，該神廟才重新被人所知。如果在4世紀時該神廟仍然使用，則有可能因基督教皇帝對異教徒的迫害而關閉。
41°55′45.10″N 2°15′24.36″E / 41.9291944°N 2.2567667°E